# Yokosuka P1Y
Yokosuka P1Y «Ginga» (яп. 銀河, Базовий бомбардувальник флоту «Гінга» («Чумацький шлях»)) — середній бомбардувальник-торпедоносець Імперського флоту Японії періоду Другої світової війни. Також використовався в ролі нічного винищувача.
Кодова назва союзників - «Френсіс» (англ. Frances).

## Історія створення
Проаналізувавши досвід використання середніх бомбардувальників, призначених для завдання точкових бомбових ударів (німецького Junkers Ju 88 та британського Bristol Blenheim), командування Імперського флоту Японії у 190 році сформувало технічні вимоги «15-Сі» на розробку власного середнього бомбардувальника. Це мав бути швидкісний, добре захищений багатоцільовий літак, здатний виконувати функції не лише бомбардувальника, але й торпедоносця та пікірувальника. Розробка літака була доручена 1-му авіаційному арсеналу флоту в Йокосуці.
Колектив конструкторів, який очолили Таданао Міцузі та Масао Ямана, спроектував аеродинамічно чистий двомоторний середньоплан з малим поперечним перерізом фюзеляжу. Літак був оснащений 18-циліндровими двигунами повітряного охолодження Nakajima Homare 11 потужністю 1 800 к.с., з яким планувалось досягнути швидкості 550 км/г. Незважаючи на невеликі розміри літака, в крилі були розміщені 8 протектованих та 6 непротектованих паливних баків загальною ємністю 5535 л, які можна було доповнити двома підвісними 220-літровими баками. Екіпаж складався з трьох чоловік. Бронезахист складався з бронезаслонок та броньованої спинки крісла пілота товщиною 20 мм. Захисне озброєння спочатку було дуже слабим - два 7,7-мм кулемети «Тип 92» (один в носовій частині фюзеляжу, другий в задній кабіні). Незабаром кулемет стрільця-радиста замінили 20-мм гарматою «Тип 99 Модель 2», але і цього було явно замало. Літак міг нести дві 500-кг бомби або одну 800-кг торпеду. Наступальне озброєння передбачене не було, що виключало використання літака як штурмовика. 

### P1Y1
Літак отримав заводське позначення Y-20 та флотське P1Y1. Виробництво літака планувалось розгорнути на заводі фірми Nakajima в Каізумі, де після випуску останніх літаків Mitsubishi G3M стали готувати складальні лінії для нового літака.
Перший прототип піднявся у повітря у серпні 1943 року. Літак був легким в управлінні та досягнув розрахункової швидкості. Але він мав серйозні недоліки, пов'язані з ненадійністю двигунів та гідравлічних систем. Процес усунення недоліків затягнувся до кінця 1943 року, внаслідок чого вдалось збудувати лише 45 машин. В процесі усунення недоліків в конструкцію літака було внесено ряд змін. Зокрема, випукле лобове скло було замінене куленепробивною панеллю, змінений капот двигунів з окремими вихлопними патрубками. Крім того, на літаку встановили надійніші двигуни Nakajima Homare 12, які мали потужність 1 825 к.с. Також було посилене захисне озброєння. Перші серійні літаки замість 7,7-мм кулемета в носовій частині отримали 20-мм гармату «Тип 99 Модель 1», яку, в свою чергу, через невеликий темп стрільби часом заміняли на один-два 13,2-мм кулемети «Тип 2». Ці моделі літаків отримали позначення P1Y1a, P1Y1b, P1Y1c. Останні серійні машини оснащувались пошуковим локатором.
Але через проблеми з літаком флот протягом тривалого часу не наважувався прийняти літак на озброєння, і він випускався невеликими партіями. Лише восени 1944 року літак був прийнятий на озброєння під назвою  
Базовий бомбардувальник флоту «Гінга» («Чумацький шлях») (або P1Y1 Модель  11). До цього часу вже було випущено 453 машини.

### P1Y2
Високі швидкісні характеристики літака зацікавили розробників нічних винищувачів. Флот наказав фірмі Kawanishi розробити винищувальний варіант P1Y1. Знаючи про проблеми із надійністю двигунів, на новому літаку вирішено було використовувати 14-циліндрові двигуни повітряного охолодження Mitsubishi Kasey 25 потужністю 1 850 к.с. При цьому літак зберіг бомбовий відсік, так як планувалось використовувати його також як нічний бомбардувальник. З літака знімалась носова гармата, замість в задній частині кабіни неї встановлювались дві 20-мм гармати «Тип 99» під кутом до горизонту. Літак здійснив перший політ в червні 1944 року, після чого було вирішено запустити його в серійне виробництво під назвою «Морський нічний винищувач "Кіокоо" ("Ранкова зоря")» (або P1Y2-S). Було випущено 96 машин, але бойові якості винищувача на великих висотах виявились украй незадовільними. Багато цих машин були перероблені у звичайні бомбардувальники, яким присвоїли позначення P1Y2 Модель 16. 
Спроба переробки раніше випущених бомбардувальників P1Y1 в нічний винищувач «Бякко» ("Біле світло") шляхом встановлення двох нахилених 20-мм гармат (одна попереду кабіни, інша позаду) також зазнала невдачі.

### Інші модифікації
Деякі серійні машини модифікувались в експериментальних цілях, зокрема деякі елементи конструкції було замінено на дерев'янінні. Також випробовувалось встановлення радіокерованої турелі з двома 20 мм гарматами позаду кабіни.
На завершальному етапі війни проектувались варіанти P1Y3 Модель 33 (носій літака-камікадзе Yokosuka MXY7) зі збільшеним фюзеляжем та крилом; P1Y4 Модель 14 (з двигунами Homare 23 потужністю 2 000 к.с. ), P1Y5 Модель 14 (з двигунами Mitsubishi MK9A потужністю 2 200 к.с.) та P1Y6 Модель 17 (з двигунами Mitsubishi Kasey 25 потужністю 1 825 к.с.), але вони не були реалізовані.

### MXY10
Наприкінці війни японці зазнавали серйозних втрат літаків внаслідок бомбардування аеродромів американською авіацією. Щоб зменшити втрати, крім маскування, виготовлялись дерев'яні макети-фальшиві цілі, щоб увести в оману американські розвідники та бомбардувальники. Макет P1Y виготовлявся в Йокосуці, і отримав назву «Наземний макет бомбардувальника Гінга» (або MXY10).

## Тактико-технічні характеристики

### Технічні характеристики
|                         | P1Y1                        | P1Y3                        | P1Y2-S                           |
| ----------------------- | --------------------------- | --------------------------- | -------------------------------- |
| Екіпаж                  | 3 особи                     | 3 особи                     | 3 особи                          |
| Довжина                 | 15 м                        | 19 м                        | 15 м                             |
| Висота                  | 4.3 м                       | 4.3 м                       | 4.3 м                            |
| Розмах крил             | 20 м                        | 22 м                        | 20 м                             |
| Площа крил              | 55 м²                       | 58.4 м²                     | 55 м²                            |
| Маса пустого            | 7 265 кг                    | 9 600 кг                    | 7 800 кг                         |
| Маса спорядженого       | 10 500 кг                   | 13 500 кг                   | 10 500 кг                        |
| Максимальна злітна маса | 13 500 кг                   | 17 100 кг                   | 13 500 кг                        |
| Навантаження на крило   | 190.9 кг/м²                 | 231.2 кг/м²                 | 190.9 кг/м²                      |
| Двигуни                 | 2 × Nakajima NK9B Homare 11 | 2 × Nakajima NK9H Homare 21 | 2 × Mitsubishi MK4T-A Kinsei 25a |
| Потужність              | 2 × 1 820 к. с.             | 2 × 1 990 к. с.             | 2 × 1 850 к. с.                  |
| Питома потужність       | 2.9 кг/к.с.                 | 3.4 кг/к.с.                 | 2.8 кг/к.с.                      |
| Максимальна швидкість   | 550 км/г (на висоті 5900 м) | 550 км/г (на висоті 6100 м) | 520 км/г (на висоті 5400 м)      |
| Крейсерська швидкість   | 370 км/г                    | -                           | 370 км/г                         |
| Практична дальність     | 1 920 км                    | -                           | -                                |
| Максимальна дальність   | 5 370 км                    | 6 480 км                    | 3 980 км                         |
| Практична стеля         | 9 400 м                     | -                           | 9 560 м                          |
| Час набору висоти       | 3000 м за 4 хв. 15 с.       | -                           | 5000 м за 9 хв. 23 с.            |

### Озброєння
Стрілецьке
|                  | Носова турель           | Верхня турель             | Неправильна музика         |
| ---------------- | ----------------------- | ------------------------- | -------------------------- |
| «15-Сі» прототип | 7.7 мм кулемет «Тип 92» | 20 мм гармата «Тип 99»    |                            |
| P1Y1 P1Y2        | 20 мм гармата «Тип 99»  | 20 мм гармата «Тип 99»    |                            |
| P1Y1a P1Y2a      | 20 мм гармата «Тип 99»  | 13 мм кулемети «Тип 2»    |                            |
| P1Y1b P1Y2b      | 20 мм гармата «Тип 99»  | 2 ×13 мм кулемети «Тип 2» |                            |
| P1Y1c P1Y2c P1Y3 | 13 мм кулемети «Тип 2»  | 2 ×13 мм кулемети «Тип 2» |                            |
| P1Y1-S           | -                       | 13 мм кулемети «Тип 2»    | 4 × 20 мм гармата «Тип 99» |
| P1Y2-S           | -                       | 20 мм гармата «Тип 99»    | 2 × 20 мм гармата «Тип 99» |

Бомбове
- P1Y1, P1Y2:
  - 800 кг торпеда або
  - 1000 кг бомб
- P1Y3:
  - 800 кг торпеда або
  - 1600 кг бомб

## Модифікації

P1Y з встановленим радаром.

- P1Y1 («Експериментальний морський бомбардувальник наземного базування Тип 15») - прототипи
- P1Y1 «Ginga»- перший серійний варіант
- P1Y1 «Ginga» Kai - модифікація для транспортування літака-камікадзе Yokosuka MXY7 Ohka
- P1Y1-S «Byakko» - нічний винищувач; озброєний 4 20-мм гарматами «Тип 99» та 1 13,2-мм кулеметом в задній кабіні
- P1Y2-S Kyokko - нічний винищувач з двигунами Mitsubishi MK4T-A Kasei 25; озброєний 2 20-мм гарматами «Тип 99» та 1 13,2-мм кулеметом в задній кабіні
- P1Y2 Модель 16 - конверсія у нічний винищувач
- P1Y1a/P1Y12a - подібні до P1Y1/P1Y2 з 1 гарматою «Тип 99» в носовій частині та 13,2-мм кулеметом в задній кабіні
- P1Y1b/P1Y2b - варіанти з 2 13,2-мм кулеметами та 20-мм гарматою в носовій частині
- P1Y1c/P1Y2c - подібні до P1Y1b/P1Y2b, озброєні гарматою в носовій частині та 13,2-мм кулеметом
- P1Y3-P1Y6 - проекти літака з різними двигунами

## Історія використання

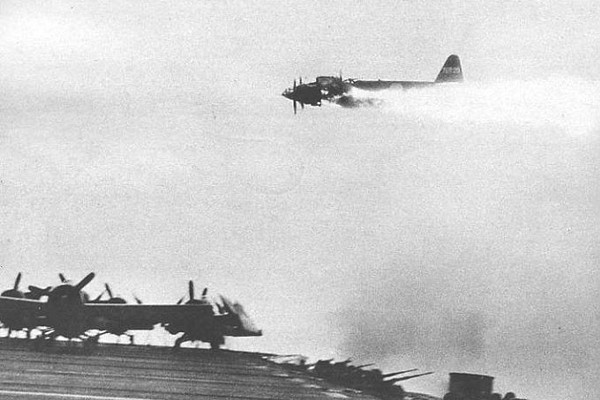
Підбитий P1Y падає поблизу USS Ommaney Bay (CVE-79). 15 грудня 1944.

Незважаючи на те, що літак був прийнятий на озброєння і був розпочатий його серійний випуск, впровадження у стройові частини йшло дуже повільно. Вперше P1Y взяли участь у бойових діях під час битви у Філіппінському морі у червні 1944 року. Масово надходити у стройові частини вони почали з весни 1945 року. Але у той час основною тактикою японської авіації були атаки камікадзе, в яких брати участь також і P1Y. Так, 4 січня 1945 року внаслідок влучання літака P1Y був потоплений авіаносець USS Ommaney Bay (CVE-79).
11 березня 1945 року японська авіація завдала удару по атолу Уліті - базі американського авіаносного флоту. В операції було задіяно 24 літаки P1Y. Лише 2 літаки прорвались до цілі, і лише один влучив в авіаносець USS Randolph (CV-15), але пошкодження були незначними, і через місяць авіаносець повернувся у стрій.
Використання нічних винищувачів P1Y2-S показало їх незадовільні швидкісні характеристики на великих висотах, і незабаром вони були перетворені на нічні бомбардувальники.
Останньою битвою, де активно застосовувались P1Y, була битва за Окінаву. В ній літаки використовувались і як звичайні бомбардувальники, і як камікадзе. Але через хаос останніх днів війни важко оцінити результативність їх дій. Достовірно відомо лише, що 1 квітня 1945 року P1Y врізався в лінкор USS West Virginia (BB-48), але завдав йому незначних пошкоджень.

## Характеристика проекту
Порівняно з аналогічними американськими та німецькими літаками P1Y мав менше бомбове навантаження та слабше захисне озброєння, а також гірший захист екіпажу. При цьому він мав співмірну швидкість та набагато більшу дальність польоту.
Загалом, хоча й було випущено 1102 літаки P1Y, вони з'явились занадто пізно і не змогли зробити серйозного впливу на хід війни.

## Вцілілі екземпляри
На даний час залишився тільки один літак P1Y, який знаходиться в Національному музеї авіації і космонавтики США в розукомплектованому стані.

## Оператори
Японська імперія
- Авіація імперського флоту Японії
  - 302-й авіазагін
  - 522-й авіазагін
  - 701-и авіазагін
  - 706-й авіазагін
  - 752-й авіазагін
  - 761-й авіазагін
  - 762-й авіазагін
  - Авіазагін Йокосука